# Кримська операція (1944)
Кримська операція (8 квітня — 12 травня 1944) — наступальна операція військ 4-го Українського фронту (генерал армії Ф. Толбухін) і Окремої Приморської армії (генерал армії А. Єрьоменко) у взаємодії з Чорноморським флотом (віце-адмірал П. Октябрський) і Азовською військовою флотилією (контр-адмірал С. Горшков).
Розвивалася шляхом прориву оборони противника одночасно на Перекопському і Сиваському напрямках, з головним ударом в напрямку Сімферополя. Окрема Приморська армія вела наступ з району Керчі на Севастополь. 14 квітня війська 4-го Українського фронту захопили Бахчисарай та Алушту, а 18 квітня війська Окремої Приморської армії вибили німців із Балаклави. 5 травня радянські війська почали наступ на Севастополь з півночі, а 7 травня — з району Балаклави. 9 травня за підтримки кораблів Чорноморського флоту і авіації вони штурмом здобули Севастополь і 12 травня завершили радянську окупацію Криму.